# سرزمین پالمر
(۷۱°۳۰′ جنوبی ۰۶۵°۰۰′ غربی / ۷۱٫۵۰۰°جنوبی ۶۵٫۰۰۰°غربی)

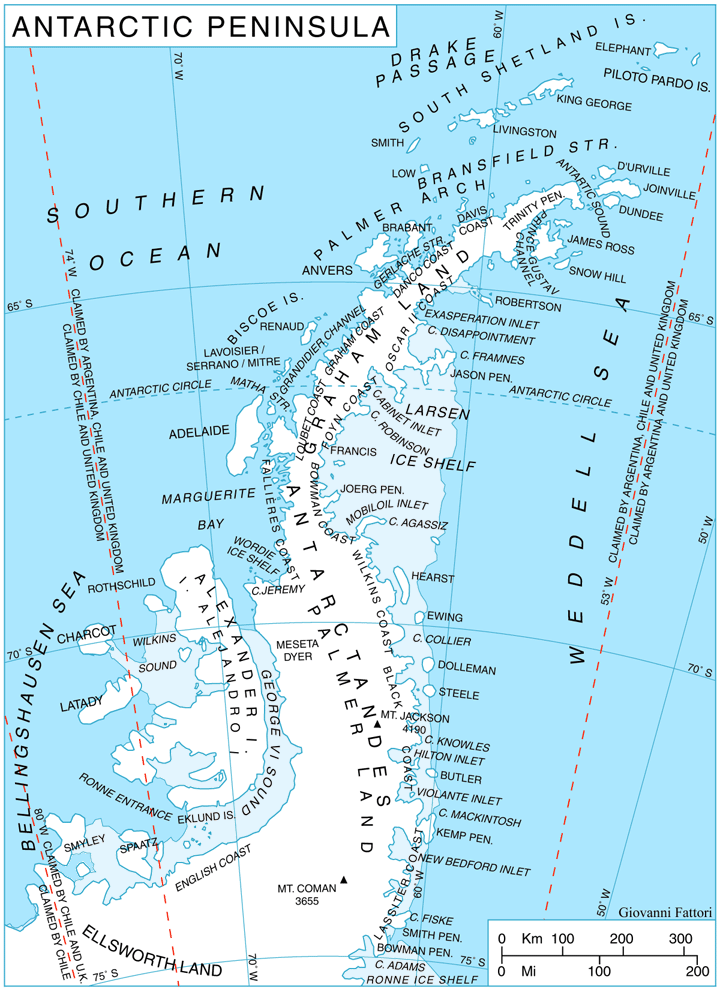
شبه‌جزیره جنوبگان به‌همراه سرزمین پالمر که در زیر و جنوب سرزمین گراهام قابل مشاهده است.

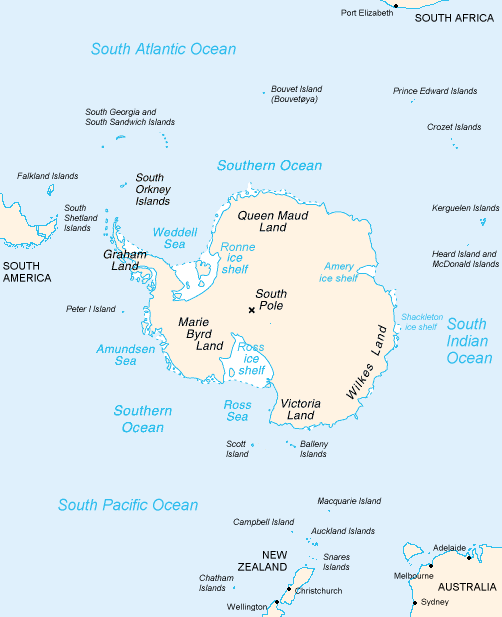
شبه‌جزیره جنوبگان جنوب در سمت چپ نقشه جنوبگان نشان داده شده‌است. سرزمین پالمر (بدون برچسب) بین سرزمین گراهام و سرزمین ماری برد قابل مشاهده است.

سرزمین پالمر (به انگلیسی: Palmer Land) بخشی از شبه‌جزیره جنوبگان است که در جنوب خطی قرار دارد که کیپ جرمی و دماغه آگاسیز را می‌پیوندد. این کاربرد سرزمین پالمر با توافقنامه ۱۹۶۴ بین کمیته مشورتی نام‌های قطب جنوب و کمیته نام‌های مکان‌های قطب جنوب بریتانیا مطابقت دارد که در آن نام شبه جزیره قطب جنوب برای شبه جزیره اصلی قطب جنوب و نام‌های سرزمین گراهام و سرزمین پالمر تصویب شد. به ترتیب برای بخش شمالی و جنوبی. خط جداکننده آنها تقریباً ۶۹ درجه جنوبی است.

## مرزها
در منتهی الیه جنوبی آن، شبه جزیره قطب جنوب به سمت غرب امتداد می‌یابد و پالمر لند در نهایت در امتداد خط طول جغرافیایی ۸۰ درجه غربی با سرزمین السورث همسایه است. پالمر لند در جنوب توسط ورودی کارلسون پوشیده از یخ، بازوی قفسه یخی فیلچنر-رون، که از خط ۸۰ درجه غربی عبور می‌کند، محدود می‌شود. این پایه تپه سیتوس است.
این ویژگی به نام ناتانیل پالمر، یک دریادار آمریکایی که در نوامبر ۱۸۲۰ در منطقه شبه جزیره قطب جنوب در جنوب جزیره فریب در هیروی شیبدار کاوش کرد، نامگذاری شده‌است.

## رشته کوه‌ها و قله‌ها

### رشته کوه‌ها و قله‌های منفرد
- قله بریزمیستر
- محدوده کری
- کوه‌های کلمبیا
- کوه‌های دانا
- قله انگل
- کوه پیترسون
- کوه پیتمن
- کوه پوستر
- کوه جنوبی
- کوه قوی
- کوه سالیوان
- کوه‌های پگاسوس
- ماندولین هیلز
- قله اوسالیوان
- قله رنر
- ویت پیکس

### نوناتوک‌ها
- صخره آلدباران، یک نوناتک بسیار برجسته از سنگ قرمز روشن، واقع در نزدیکی سر یخچال برترام و ۵ مایل (۸ کیلومتر) شمال شرقی کوه‌های پگاسوس در غرب سرزمین پالمر. این ستاره توسط کمیته نام‌های مکان‌های قطب جنوب بریتانیا به نام دبران، یک ستاره نارنجی رنگ که درخشان‌ترین ستاره در صورت فلکی ثور است، نام‌گذاری شده‌است.

### دیگر
- کیپ ریمیل
- سنگ کرگدن
- اسکات آپلندز